# Jizdra
Pour les articles homonymes, voir Jizdra (homonymie).
Jizdra (en russe : Жиздра) est une ville de l'oblast de Kalouga, en Russie, et le centre administratif du raïon de Jizdra. Sa population s'élevait à 5 490 habitants en 2013.

## Géographie
Jizdra est arrosée par la rivière Jizdra et se trouve à 133 km au sud-ouest de Kalouga et à 290 km au sud-ouest de Moscou.

## Histoire
Le vieux village Jizdra reçoit le statut de ville en 1777 et devient le centre administratif d'un ouïezd (cercle). Son nom est dérivé du balte, et signifie « sable grossier » ou « gravier ». Aux XVIIIe et XIXe siècles, la ville est un centre actif du commerce du bois. Durant la Seconde Guerre mondiale, Jizdra est occupée par la Wehrmacht le 5 octobre 1941 et libérée par le front de l'Ouest de l'Armée rouge le 16 août 1943 dans le cadre de l'opération Orel.

## Population
Recensements (*) ou estimations de la population
| 1856   | 1897* | 1926* | 1939* | 1959* | 1970* |
| ------ | ----- | ----- | ----- | ----- | ----- |
| 10 900 | 6 004 | 6 605 | 8 100 | 5 144 | 5 797 |

| 1979* | 1989* | 2002* | 2010* | 2012  | 2013  |
| ----- | ----- | ----- | ----- | ----- | ----- |
| 5 549 | 5 439 | 5 719 | 5 585 | 5 521 | 5 490 |

## Personnalités
- Lavrenti Seriakov : graveur, académicien, né à Jszdra en 1824, mort à Nice en 1881.
- Alekseï Ieliseïev : cosmonaute soviétique, né à Jizdra en 1934.